# Kiwi Pro Wrestling
A Kiwi Pro Wrestling (KPW) é uma promoção de wrestling profissional neozelandesa, localizada em Wellington e fundada em maio de 2006 por Rip Morgan. A KPW é uma das duas principais promoções da Nova Zelândia, junto com a Impact Pro Wrestling (IPW).
A partir de 31 de agosto de 2009, a Kiwi Pro Wrestling passou a ter um programa semanal no canal de televisão Prime, chamado Off the Ropes, exibido nos domingos às 13h30.

## Títulos e prêmios
- KPW Heavyweight Championship
- KPW Tag Team Championship